# Pietro Pasinati
Pietro Pasinati (Trieste, 21 de julho de 1910 – 15 de novembro de 2000) foi um futebolista italiano.

## Carreira
Conquistou a Copa do Mundo de 1938 com a Seleção Italiana de Futebol.